# Први англо-бурмански рат
Први англо-бурмански рат вођен је од 1824. до 1826. године између Британске империје и Бурме.

## Увод
На прелому 18. и 19. века Бурма се налазила на врхунцу моћи. Почела је ширити поседе према Индији. Истовремено је британска колонијална експанзија усмерена из Индије ка истоку. Дошло је тако до три рата између Британске империје и Бурме

## Освајање Рангуна
Бурманске снаге су у јануару 1824. године поселе острво Шапури, британску базу. Вицекраљ Индије је на то 5. марта 1824. године објавио ратно стање. Циљ Бурманаца био је Бенгал. Сва њихова војска под командом генерала Махабандуле надирала је кроз џунглу према западу и 17. маја освојила Читагонг на ушћу Ганга. На тај начин Рангун је остао незаштићен. Да би то искористили, Британци су оставили део снага (10.000) да спрече надирање Бурманаца низ Брамапутру, а 11 000 људи под Арчибалдом Кемблом кренуло је морем на Рангун који је пао 10. маја 1824. године. Бурманци су мобилисали велики број људи, али и поред свег патриотизма и храбрости нису успели да се одупру извежбаним и добро опремљеним британским трупама.

## Наставак рата
Бурманци су узмицали, рушећи и уништавајући све чиме би се освајач могао окористити. Бурманска војска из Читагонга је повучена. Британци у Рангуну убрзо су се нашли у тешком положају. Болештине су свеле њихову војску на око 3000 војника способних за борбу. Из Бенгала су упућене нове снаге под генералом Морисоном које су заузеле Аракан, Тенасерим и јужну Бурму. Када је у октобру престао кишни период, Бурманци су пред Рангуном прикупили војску од 60.000 људи под Махабандулом и у новембру предузели напад на Рангун. Пошто су сви напади слабо обучених и организованих бурманских јединица одбијени, Кембл је прешао у противнапад и одбацио бурманске снаге, а затим их 2. априла 1825. године заузео Данубју где је Махабандула погинуо. Наставивши наступање, Кембл је 25. априла заузео Пром. У јуну су Британци из Индије заузели Манипур.

## Крај рата
Новоприкупљене бурманске снаге, јачине око 60.000 људи упућене су 3. новембра 1825. године у напад на Пром којег је бранило 5000 људи. Генерал Кембл је 1. децембра одбио све нападе и Бурманци су се повукли уз реку Иравади. Отпочели су преговори за мир, који је закључен 26. 12. 1825. године. Пошто бурмански краљ није хтео да ратификује уговор о миру, генерал Кембл је 19. јануара 1826. године наставио надирање према Ави. Тада је краљ попустио и мир је закључен 24. фебруара 1826. године. Бурма је уступила Великој Британији покрајине Аракан и Тенасерим, одрекла се Асама и Манипура и платила ратну одштету.